# Antoine-François Varner
Antoine-François Varner (* 1789 in Paris; † 1854 ebenda) war ein französischer Vaudevillist und Librettist.

## Leben
Über das Leben von Antoine-François Varner ist nicht allzu viel bekannt. Er studierte im Collège Sainte-Barbe zu Paris, dem ältesten Collège Frankreichs, danach diente er einige Zeit bei den Dragonern. Während Napoleons Russlandfeldzug 1812 bekleidete er den Posten eines commissaire des guerres (Mitglied der Heeres-Administration).
Nach der Restauration von 1814 wurde er entlassen und begann mit seiner schriftstellerischen Tätigkeit, vor allem mit Vaudevilles. Er schrieb teils allein, teils zusammen mit anderen, wie Eugène Scribe, Jean-François Bayard, Mélesville, Jean-Henri Dupin, Félix-Auguste Duvert, Augustin-Théodore de Lauzanne und anderen.
Nach 1830 erhielt er einen Posten als Bürochef des Hôtel de Ville (Pariser Rathaus), den er bei der Februarrevolution 1848 räumen musste. 

## Werke (auszugsweise)
- 1817: Le Solliciteur, ou l’Art d’obtenir des places, Comédie vaudeville in einem Akt, mit Eugène Scribe u. a., Théâtre des Variétés
- 1817: Les Comices d’Athènes, ou les Femmes orateurs, Comédie vaudeville in einem Akt, mit Eugène Scribe, Théâtre du Vaudeville; Bearbeitung eines Werkes von Aristophanes
- 1824: La Léocadie de Pantin, Parodie der Léocadie von Georges Feydeau, Théâtre des Variétés
- 1827: Une soirée à la mode, Comédie-vaudeville in einem Akt, mit Jean-François Bayard, Théâtre de Madame
- 1827: Les Petits appartements, Libretto für die Opéra-comique in einem Akt von Henri François Berton, mit Jean-Henri Dupin, Opéra-Comique
- 1829: Marino Faliero à Paris, Vaudeville in einem Akt, mit Jean-François Bayard, Théâtre du Vaudeville
- 1830: La Convalescente, Comédie-vaudeville in einem Akt, mit Mélesville, Théâtre du Vaudeville
- 1841: Un monstre de femme, Comédie-vaudeville in einem Akt, mit Félix-Auguste Duvert und Augustin-Théodore de Lauzanne, Théâtre du Vaudeville
- 1843: Recette contre l’embonpoint, Singspiel in zwei Akten, Théâtre de la Gaîté
- 1846: Le Nouveau Juif errant, Comédie-vaudeville mit Gesang in drei Akten[1]; nach dem Roman Le juif errant von Eugène Sue
- 1847: Père et portier, Vaudeville in zwei Akten, mit Jean-François Bayard, Théâtre du Palais-Royal
- 1849: La Conspiration de Mallet, ou Une nuit de l’Empire, Historiendrama mit Gesang in fünf Akten, mit Jean-François Bayard, Théâtre du Vaudeville
- 1852: Madame Schlick, Comédie-vaudeville in einem Akt, Théâtre du Gymnase Marie Bell